# Цеткин, Клара
Кла́ра Це́ткин (нем. Clara Zetkin, урождённая Айснер (нем. Eißner); 5 июля 1857, Видерау, Саксония — 20 июня 1933, Архангельское, Московская область, СССР) — немецкая политическая деятельница, участница немецкого и международного коммунистического движения, одна из основательниц Коммунистической партии Германии, активистка борьбы за права женщин.
Клара Цеткин сыграла важную роль в основании Второго интернационала и подготовила для его Учредительного конгресса речь о роли женщин в революционной борьбе. Считается, что она является автором идеи Международного женского дня — 8 марта.

## Биография
Клара Жозефина Айснер родилась 5 июля 1857 года в саксонском городке Видерау в семье Готфрида Айснера и Жозефины урождённой Витале. Её отец, Готфрид Айснер, сын крестьянина-подёнщика и учительницы сельской школы в Видерау, был школьным учителем, церковным органистом и благочестивым протестантом. Мать — Жозефина Витале, дочь Жана Доминика Витале, участника Французской революции 1789 года и наполеоновских походов, поддерживала контакты с лидерами зарождавшегося тогда (буржуазного) женского движения, в частности, с Луизой Отто-Петерс и Августой Шмидт, читала книги Жорж Санд и основала в Видерау ассоциацию женской гимнастики.
Образование получала в частном педагогическом учебном заведении в Лейпциге, где сблизилась с кружком революционных студентов-эмигрантов из России, в числе которых был и её будущий гражданский муж Осип Цеткин (был старше на семь лет).
После введения Отто фон Бисмарком «Исключительного закона против социалистов» 1881 года Клара Цеткин была вынуждена покинуть Германию и выехать сначала в Цюрих, а после посещения Австрии и Италии в 1882 году — в Париж, где в это время находился высланный из Германии Осип Цеткин.
С ноября 1882 года Клара и Осип стали жить вместе в крохотной квартирке на Монмартре. В это же время она сменила девичью фамилию на Цеткин. Там родились двое сыновей — Максим (1883—1965) и Константин (1885—1980). Жили трудно — Осип публиковался за гроши в левых газетах, Клара давала уроки и стирала бельё у богатых.
В это же время Клара училась революционной деятельности у своей подруги, дочери Карла Маркса, Лауры Лафарг. Здесь, в Париже, у неё возникла большая дружба с Лаурой и её мужем Полем Лафаргом, а также с Жюлем Гедом, одним из вождей рабочего движения Франции. Общение с ними явилось для Клары Цеткин очень серьёзной школой и помогло ей расширить и углубить свои теоретические знания.
В 1889 году Осип Цеткин умер от туберкулёза.
На родину революционерка Клара Цеткин смогла вернуться только после отмены Исключительного закона в 1890 году. Как и её подруга Роза Люксембург, она представляла левое крыло СДПГ и активно критиковала политическую позицию сторонников реформистских взглядов Эдуарда Бернштейна. Наряду с теоретическими дискуссиями, Цеткин участвовала в борьбе женщин за равные права, в том числе за смягчение трудового законодательства для женщин и предоставление всеобщего избирательного права.
Она стала редактором газеты СДПГ для женщин «Равенство» (нем. Die Gleichheit), причём уговорила финансировать газету основателя знаменитого электротехнического концерна Роберта Боша. Редактируя в 1891—1917 годах эту газету, она превратила социал-демократическое женское движение в Германии в одно из сильнейших в Европе.

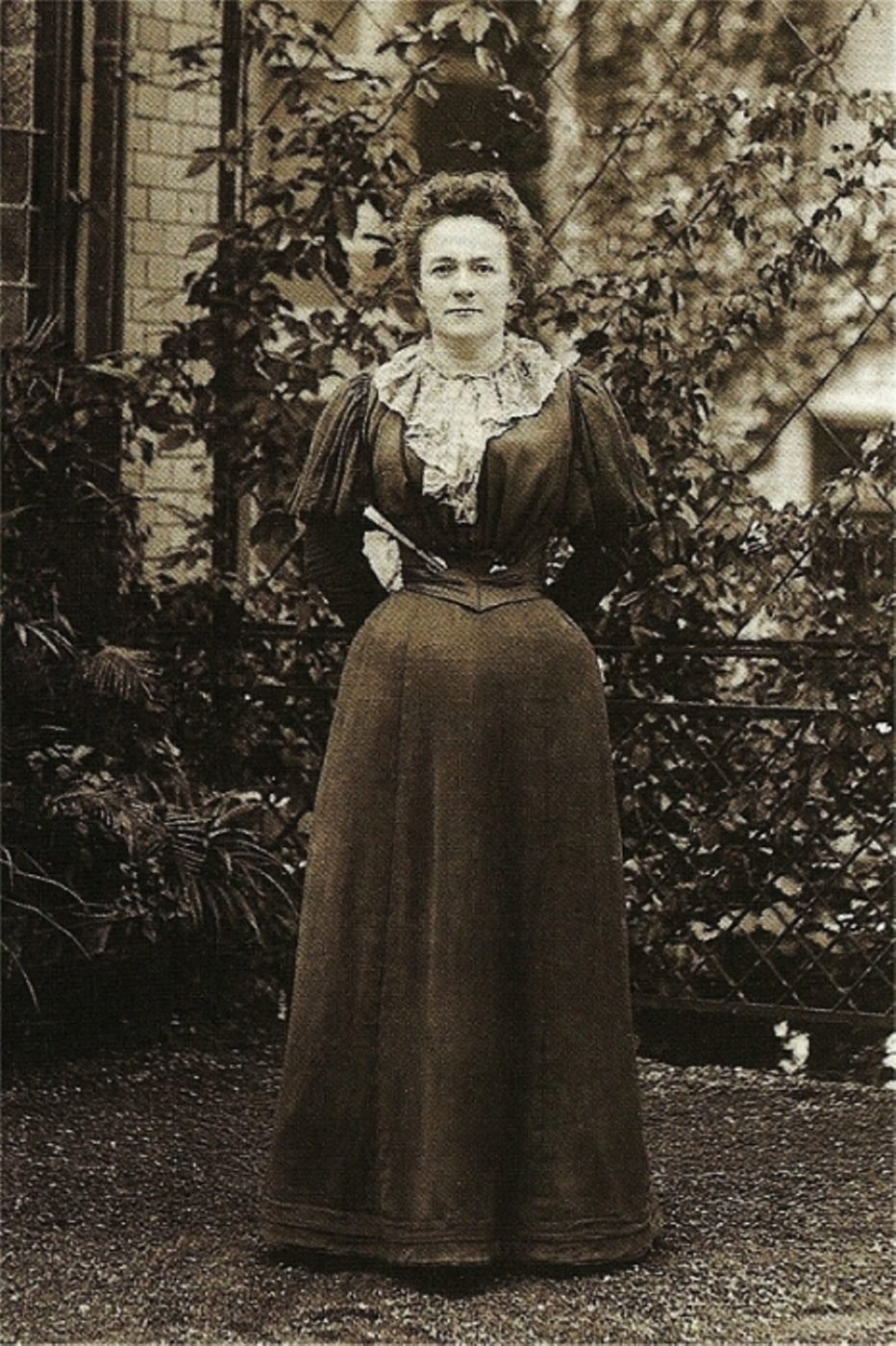
1897

В 1897 году 40-летняя Клара влюбилась в студента Штутгартской академии изобразительных искусств и будущего художника Георга Фридриха Цунделя. Он был моложе её на 18 лет. Вскоре они поженились. Георг Цундель писал портреты на заказ, хорошо зарабатывал и мог позволить себе приобрести в 1904 году довольно просторный дом в Зилленбухе под Штутгартом. Видом из его окон любил любоваться Ленин. В 1906 году супруги купили автомобиль. Даже Август Бебель, поначалу резко возражавший против этого брака, смирился.
Но, в 1914 году супруги расстались. Поводом стало разное отношение к Первой мировой войне. Клара Цеткин выступала против империалистической войны, а Георг Фридрих наперекор ей записался добровольцем в армию. Клара переживала уход супруга и долгие годы не давала ему официального развода.
Только в 1928 году, когда ей было почти 71, она согласилась на развод, и художник тут же женился на своей давней избраннице Пауле Бош, дочери основателя электротехнического концерна Роберта Боша, которой к моменту их официального бракосочетания было уже хорошо за тридцать.

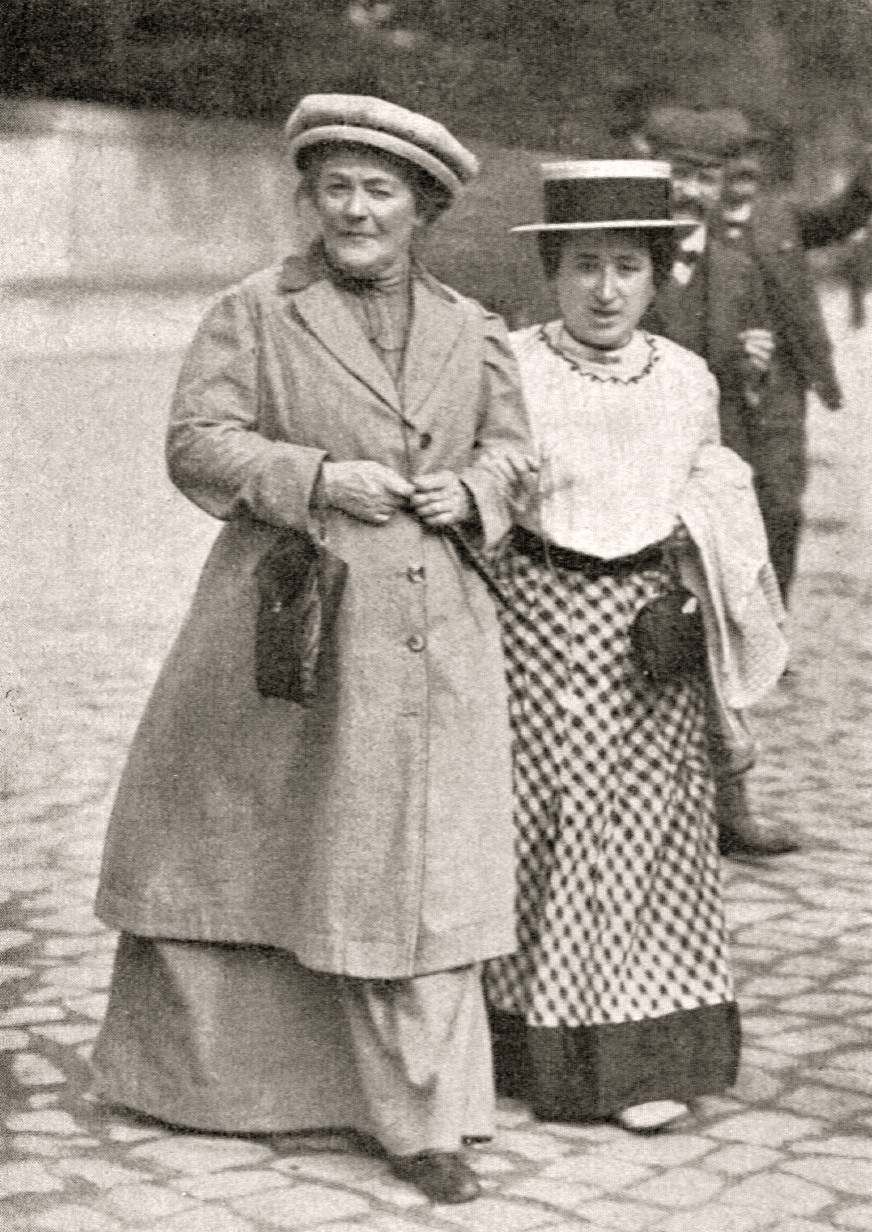
Клара Цеткин и Роза Люксембург 1910 год

В 1907 году её 22-летний сын Константин стал любовником её 36-летней подруги Розы Люксембург. Из-за этого Клара была в ссоре с Розой. Но, когда Константин и Роза расстались — подруги помирились.
В 1907 году Клара возглавила созданное при СДПГ женское отделение.

### Первая мировая война
Во время Первой мировой войны Клара Цеткин вместе с Карлом Либкнехтом, Розой Люксембург и другими представителями радикального крыла Социал-демократической партии Германии осудила оппортунизм руководства партии, в рамках стратегии «гражданского мира» проголосовавшего за предоставление военных кредитов и таким образом ставшего на позиции социал-шовинизма. Она была одним из организаторов антивоенной конференции в Берлине в 1915 году и неоднократно подвергалась аресту за свои выступления против империалистической войны.
В начале 1916 года Цеткин в числе левого и центристского крыла СДПГ, обличавших войну и примирение с кайзеровским правительством, приняла участие в основании Независимой социал-демократической партии Германии, вышедшей из состава материнской партии в 1917 году в качестве протеста против её социал-шовинизма.

### После Октябрьской революции и Первой мировой войны
В рамках НСДПГ Цеткин входила в состав Союза Спартака, на базе которого 31 декабря 1918 — 1 января 1919 была основана Коммунистическая партия Германии.

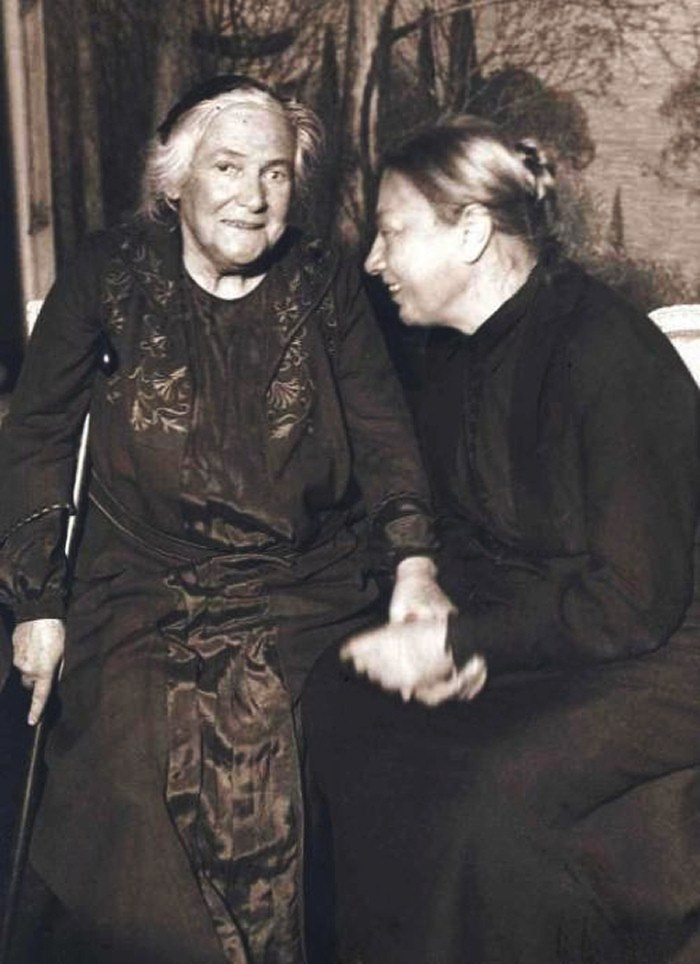
Клара Цеткин и Надежда Крупская 1927 год

Цеткин была хорошо знакома с Лениным В. И. и Крупской Н. К.; в 1920 году она в первый раз побывала в Советской России и взяла у вождя большевиков интервью для «Женского вопроса».
В 1920—1933 годах, на протяжении всего существования Веймарской республики, немецкая революционерка представляла Компартию в Рейхстаге. В 1919—1924 и 1927—1929 годах она входила в состав ЦК КПГ. Параллельно она была занята в Исполнительном комитете Коминтерна (1921—1933), возглавляла его Международный женский секретариат, а также созданную в 1922 году Международную организацию помощи борцам революции. Она принимала участие в нескольких конгрессах Коммунистического Интернационала (начиная со 2-го конгресса). Начиная с момента их возникновения, Клара Цеткин последовательно осуждала фашизм и НСДАП.
С 1920 года Клару Цеткин регулярно выбирали в рейхстаг депутатом от Компартии, она неоднократно бывала в советской России, где часто встречалась с Лениным.

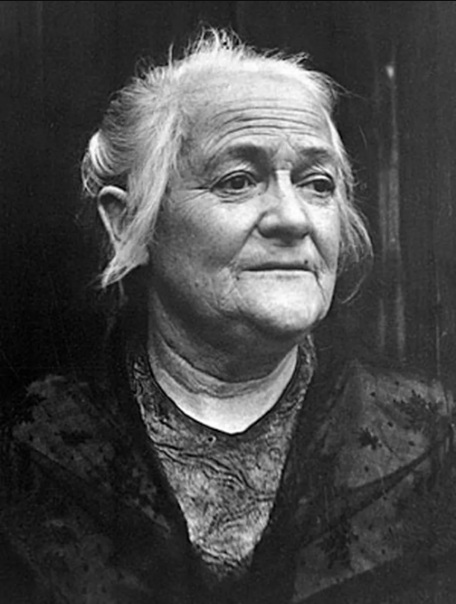
Клара Цеткин в 1920 году

В 1929 году Цеткин направила ИККИ меморандум о кризисе в КПГ и Коминтерне в целом, связанный с конфликтом «генеральной линии» и оппозиции в ВКП(б), из-за чего в Коминтерне происходили те же процессы. По мнению Цеткин, руководство КПГ было недостаточно сведуще в марксизме и истории, ему не хватало «надёжного компаса марксистских исследований, мышления и решимости»; его большевизм «просто подражает российской модели», что в сочетании с исключением инакомыслящих, например, КПО, привело к изоляции партии от рабочих, незаинтересованных в «догматизме» и «фразёрстве». Цеткин не ставила под сомнение претензии ВКП(б) на лидерство, но критиковала, по её мнению, диктатуру ВКП(б) в Коминтерне, и что её «фракционная борьба переносилась на другие секции с серьёзными последствиями». Цеткин требовала отменить исключения из компартий, имевшие место с 1928 года из-за противодействия взглядам и решениям ИККИ, и непредвзятости и свободы в обсуждении спорных вопросов: «Полная свобода дискуссии для каждого, кто исповедует принципы Коммунистического Интернационала». Эти требования не были удовлетворены.
За год до смерти, в 1932 году на открытие вновь избранного Рейхстага, председательствуя по старшинству на первом его заседании, она выступила с воззванием противостоять нацизму всеми средствами.

Я открываю первое заседание Рейхстага, выполняя свой долг и в надежде, что несмотря на мою нынешнюю инвалидность, смогу дожить до счастливого дня, когда я, как старейшина, открою первое заседание съезда Советов в советской Германии.

Требование момента — это единый фронт всех трудящихся для того, чтобы свалить фашизм и тем самым сохранить силу и мощь организаций, порабощённых и эксплуатируемых, и даже само их физическое существование. Перед этой настоятельной исторической необходимостью должны отступить на задний план все волнующие и жгучие разногласия — политические, профсоюзные, религиозные и мировоззренческие. Все, кому угрожает опасность, все, кто терпит притеснения от фашизма, все, кто стремится к освобождению, — в единый фронт против фашизма и его доверенных лиц в правительстве! Организация, ясное осознание своих целей трудящимися в борьбе против фашизма — вот ближайшая необходимая предпосылка единого фронта в борьбе против кризисов, империалистических войн и причины их возникновения — капиталистического способа производства.

После этих слов она передала председательство, согласно протоколу, представителю фракции, получившей на недавних выборах большинство голосов, Герману Герингу.
После поджога Рейхстага и прихода к власти Гитлера левые партии в Германии были запрещены, и Цеткин в последний раз отправилась в изгнание, на этот раз — в Советский Союз.
Цеткин скончалась в 2 часа ночи 20 июня 1933 года в Архангельском близ Москвы. Она всё время вспоминала о Розе Люксембург, но речь давалась ей с трудом, и последнее её слово было: «Роза…».

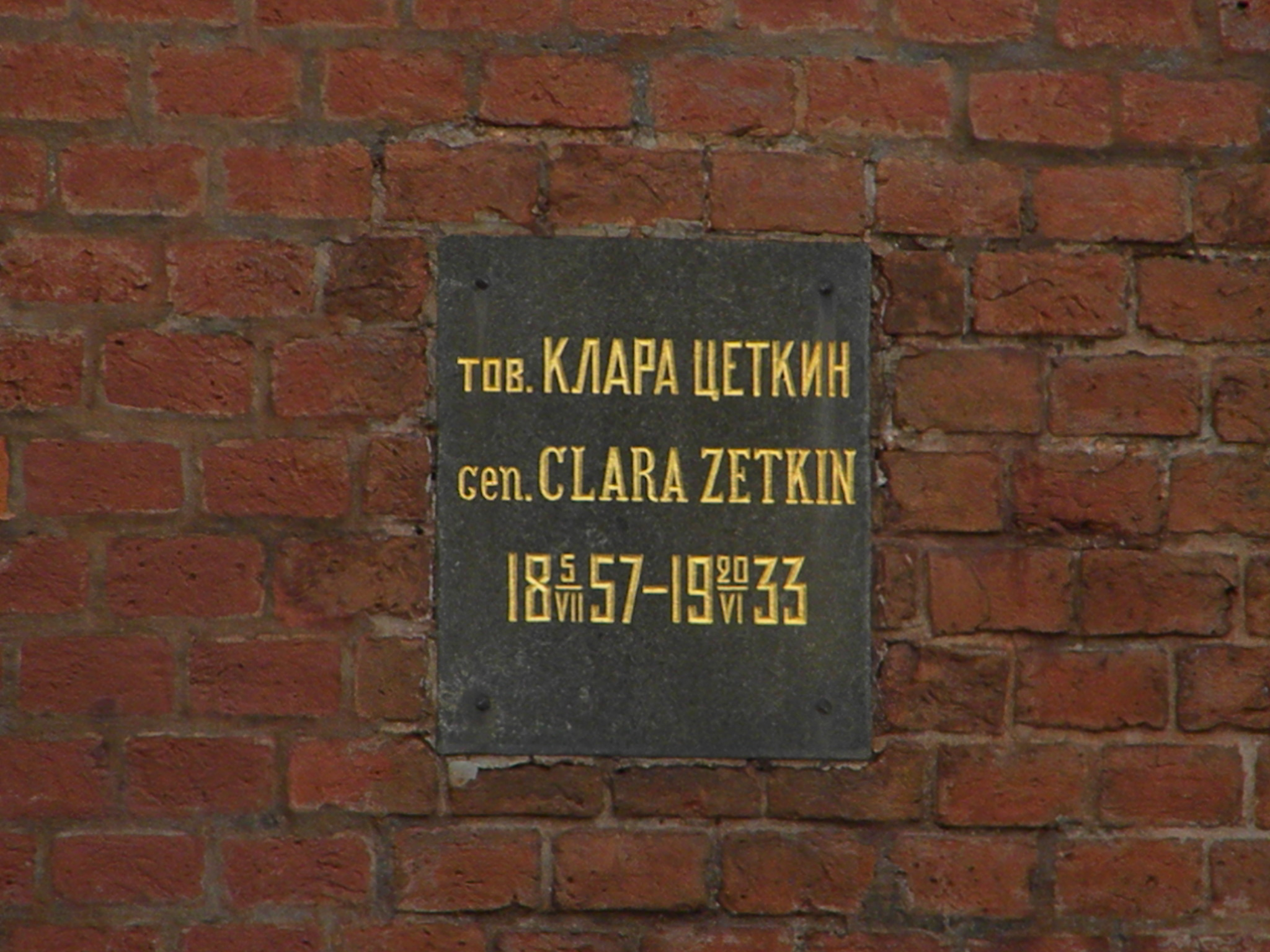
Плита захоронения Цеткин в Кремлёвской стене

После смерти была кремирована, урна с прахом помещена в некрополе у Кремлёвской стены на Красной площади в Москве, на пространстве стены от Сенатской башни в сторону Никольской башни; на месте захоронения находится мемориальная доска с надписью: «тов. КЛАРА ЦЕТКИН. gen. CLARA ZETKIN. 5.VII.1857 г. — 20.VI.1933 г.»

## Семья
- Первый брак — Осип Цеткин (1850, Одесса, Российская империя — 29 января 1889, Париж) — российский и немецкий революционер и социалист.

- Второй брак — Георг Фридрих Цундель (нем. Georg Friedrich Zundel; 13 октября 1875, Вирнсхайм — 7 июня 1948, Штутгарт) — немецкий художник-портретист, политик-социалист и меценат

Дети:
- Максим Цеткин (1883—1965) с 1920 года работал хирургом в Москве и продолжал политическую деятельность. С 1924 года состоял в РКП(б). В 1935 году получил должность доцента в Московском медицинском институте. В 1936 и 1937 годах служил военврачом в республиканской армии в Гражданскую войну в Испании. По возвращении в СССР в 1939—1941 годах занимал должность главного врача, а затем до конца войны работал на Кавказе. После Второй мировой войны Максим Цеткин вернулся в 1945 году в Германию и участвовал в восстановлении системы здравоохранения в Восточной Германии. В 1947—1960 годах преподавал в Берлинском университете, одновременно занимал должность начмеда клиники «Шарите», а с 1950 года являлся ведущим сотрудником министерства здравоохранения ГДР. В 1955 году Максим Цеткин был принят в члены-корреспонденты Академии наук ГДР. Похоронен в Мемориале социалистов на Центральном кладбище Фридрихсфельде. В 1983 году больнице в Нордхаузене и в 1987 году Военно-медицинскому отделению Грайфсвальдского университета было присвоено имя Максима Цеткина.

- Константин Цеткин (1885—1980) поступил учиться в Берлинский университет. Первоначально он решил изучать политэкономию, но позднее вслед за братом увлёкся медициной. Ещё не завершив учёбу, в 1915 году ушёл в армию. 10 ноября 1916 года был награждён железным крестом 2-й степени. Демобилизовавшись, Константин Цеткин завершил в 1923 году учёбу с отличием. Впоследствии помогал болевшей матери и называл себя её «техническим сотрудником». С приходом национал-социалистов к власти в Германии семья Цеткин бежала в СССР. После смерти матери бежал через Чехословакию во Францию. Там он не имел права работать врачом по профессии и зарабатывал себе на жизнь как массажист и санитар. После оккупации Франции Константина арестовали, но вскоре отпустили на свободу. В 1945 году он эмигрировал в США, где работал в психиатрических учреждениях и санаториях. В 1950- годы Константин Цеткин переехал в канадский Миддл-Пойнт и проживал с супругой на ферме пасынка.

## Увековечение памяти
- Медаль Клары Цеткин
- Портрет Клары Цеткин был помещён на выпущенную в 1971 году в ГДР банкноту достоинством 10 марок ГДР.
- Дом-музей Клары Цеткин работает в её родном Биркенвердере.
- Пик Клары Цеткин, горная вершина в системе хребта Академии Наук, Памир.
- В Ленинграде в советское время старейшая и крупнейшая табачная фабрика России носила имя Клары Цеткин (ныне ЗАО «Нево-Табак»).
- В Москве имя Клары Цеткин присвоено Опытно-технической фабрике, Московскому медицинскому колледжу, родильному дому № 11.
- В Новосибирске есть дом культуры имени Клары Цеткин.
- В Великом Устюге есть Детский сад № 17 имени Клары Цеткин.
- В Нижнем Новгороде в её честь была названа чулочно-трикотажная фабрика (ГПЧТО им. К. Цеткин)
- В посёлке Кёнигсхайн-Видерау (Средняя Саксония) её имя носят школа и музей.
- Дом культуры рабочих в Штутгарте носит название «Клара-Цеткин-Хаус».
- В Самарской области есть посёлок имени Клары Цеткин.
- В Берлине (с 1987) и Лейпциге (с 1955) есть парки имени Клары Цеткин.
- С 2007 года профсоюз Industriegewerkschaft Metall во Франкфурте-на-Майне вручает премию имени Клары Цеткин за вклад в движение за равноправие женщин.
- В 2011 году в Германии учреждена парламентская международная премия имени Клары Цеткин за «выдающиеся достижения женщин в обществе и политике».
- Зал Левых партий в бундестаге носит имя Клары Цеткин.
- Вход в бундестаг со стороны Вильгельмштрассе, дом 65, с 2012 года носит имя Клары Цеткин.
- Имя «Клара Цеткин» носило рефрижераторное судно Латвийского Морского Пароходства.

### Улицы
- - Германия
    - Дрезден,
    - Эрфурт
    - Росток
    - В Берлине была улица Клары Цеткин (теперь Доротеенштрассе)

  - Республика Беларусь
    - Минск, Брест, Рогачёв, Могилёв, Пинск, Мосты, Осиповичи

  - Грузия
    - В Тбилиси (ранее — Елисаветинская, ныне М. Цинамдзгвришвили)

  - Казахстан
    - Алма-Ата, Караганда, Семей, Тараз, Уральск, Усть-Каменогорск, Шымкент, Петропавловск, Рудный, Риддер.

  - Приднестровская Молдавская Республика
    - Бендеры, Тирасполь

  - Крым
    - Симферополь
    - Феодосия
    - Ялта

  - Россия
    - Альметьевск, Астрахань, Батайск, Брянск, Владимир, Волгоград, Воронеж, Георгиевск, Димитровград, Динская (Краснодарский край), Екатеринбург, Заречный (Свердловская обл.), Иркутск, Искитим, Йошкар-Ола, Казань, Калининград, Камешково, Кемерово, Керчь, Кисловодск, Курган, Липецк, Магнитогорск, Минеральные Воды, Москва, Нальчик, Новокуйбышевск, Новороссийск, Новосибирск, Новошахтинск, Омск, Опочка, Пенза, Пермь, Подольск, Пятигорск, Ростов-на-Дону, Самара, Себеж, ПГТ Северный (Республика Коми), Серов, Сибай, Сосновка (в Азовском немецком национальном районе Омской области), Ставрополь, Старая Русса, Стерлитамак, Сыктывкар, Туапсе, Туймазы, Тула, Тобольск, Тюмень, Улан-Удэ, Усолье-Сибирское, Хадыженск, Чебоксары, Челябинск, Шатура, Якутск, Соликамск.
    - В Галиче Костромской области есть улица Клары-Цеткин (через дефис).
    - В Вологде (в 1990-е годы возвращено прежнее название — Благовещенская)
    - В Грозном (в 2008 году переименована в ул. Авторханова)
    - В Калуге улица и тупик Клары Цеткин (улице в 1990-е годы возвращено прежнее название — Николо-Козинская, тупик сохранил название Клары Цеткин)
    - В Тобольске (в 1990-е годы дано новое название — Ремезова)

  - Узбекистан
    - Андижан, Ташкент

  - Украина

- Киев, Донецк, Луганск, Харцызск, Лисичанск.
- В Луцке до недавнего времени также была улица Клары Цеткин (была переименована в улицу Уласа Самчука).
- Переулок Клары Цеткин был в Одессе (в настоящее время переименован в Лютеранский переулок).
- В Черновцах (западная Украина) была улица Клары Цеткин (теперь Розовая)
- В пгт Великодолинское (Одесская область) была улица Клары Цеткин, сейчас переименована в ул. Черноморскую
- В Краматорске (Донецкая область) с февраля 2016 года улица Клары Цеткин переименована в честь Екатерины Белокур.
- в Днепре (Днепропетровская область), сейчас переименована в улицу имени В. И. Моссаковского.
- в Днепропетровске (Днепропетровская область), сейчас переименована в улицу имени Романа Панасовского. (Дмитрия и Дарьи Панасовских)

Мемориалы и памятники
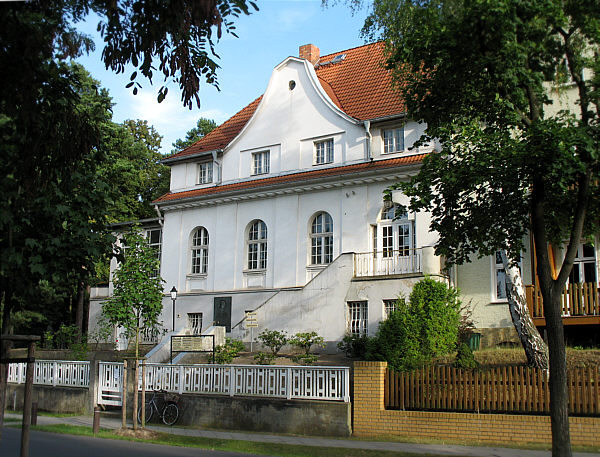
Дом-музей Клары Цеткин в Биркенвердере
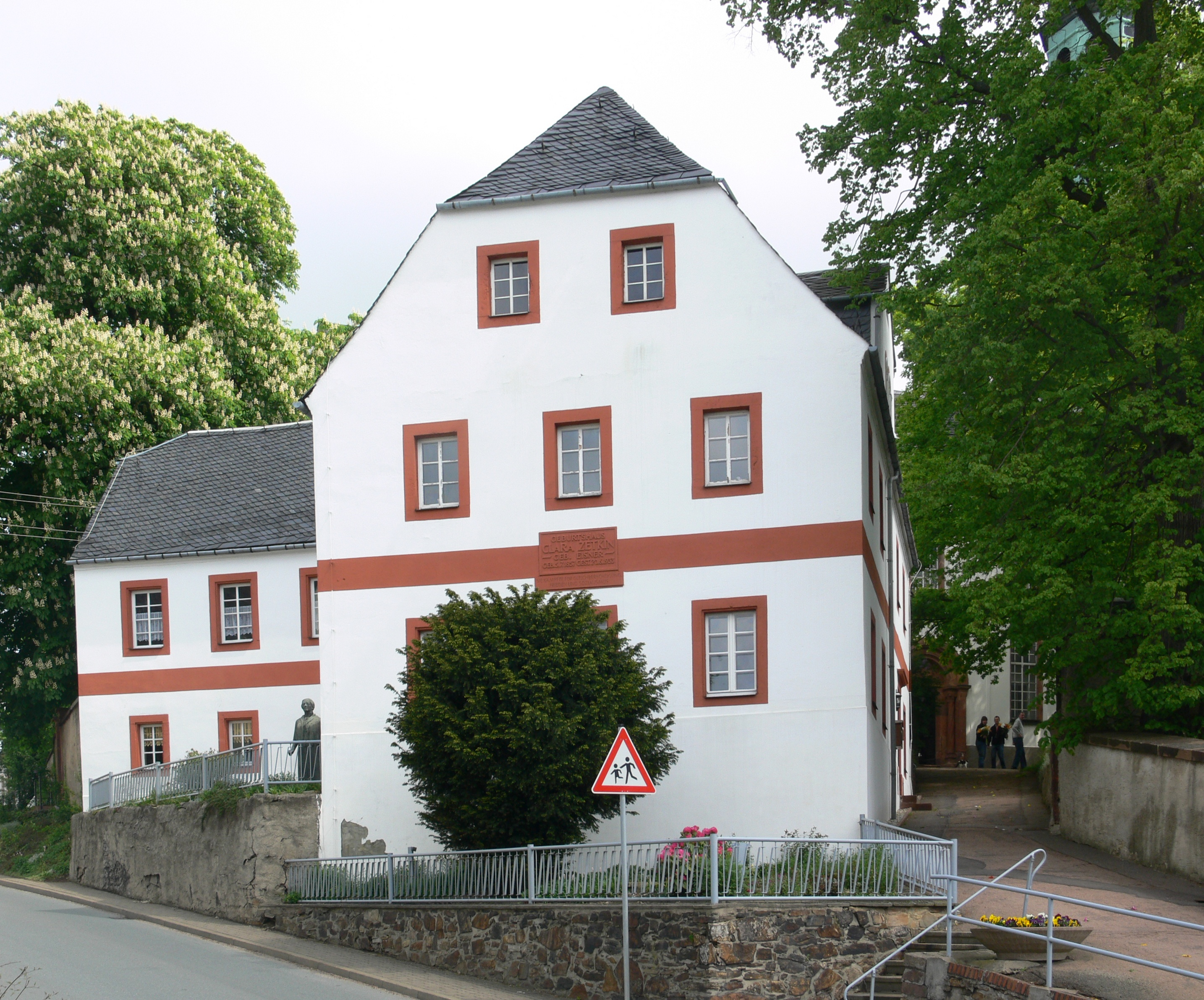
Дом-музей Клары Цеткин в Кёнигсхайн-Вайдерау (Средняя Саксония)
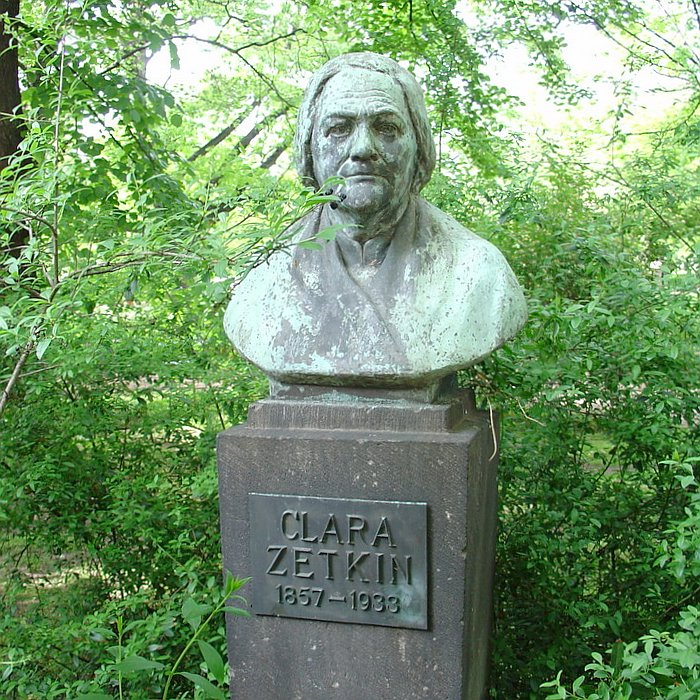
Памятник Кларе Цеткин в Дрездене
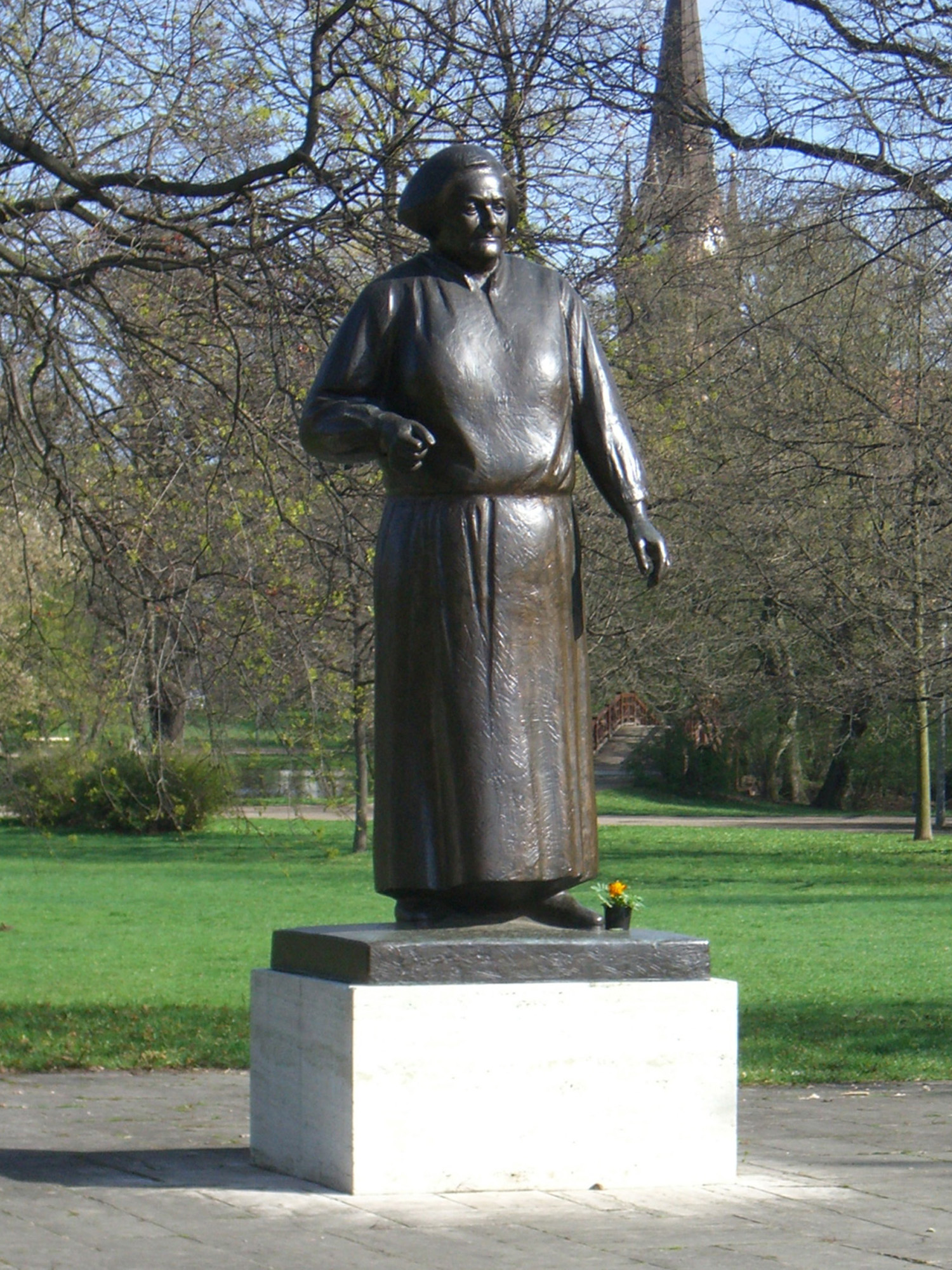
Памятник Кларе Цеткин в Лейпциге
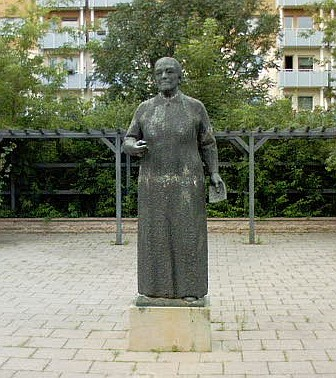
Памятник Кларе Цеткин в Нойбранденбурге
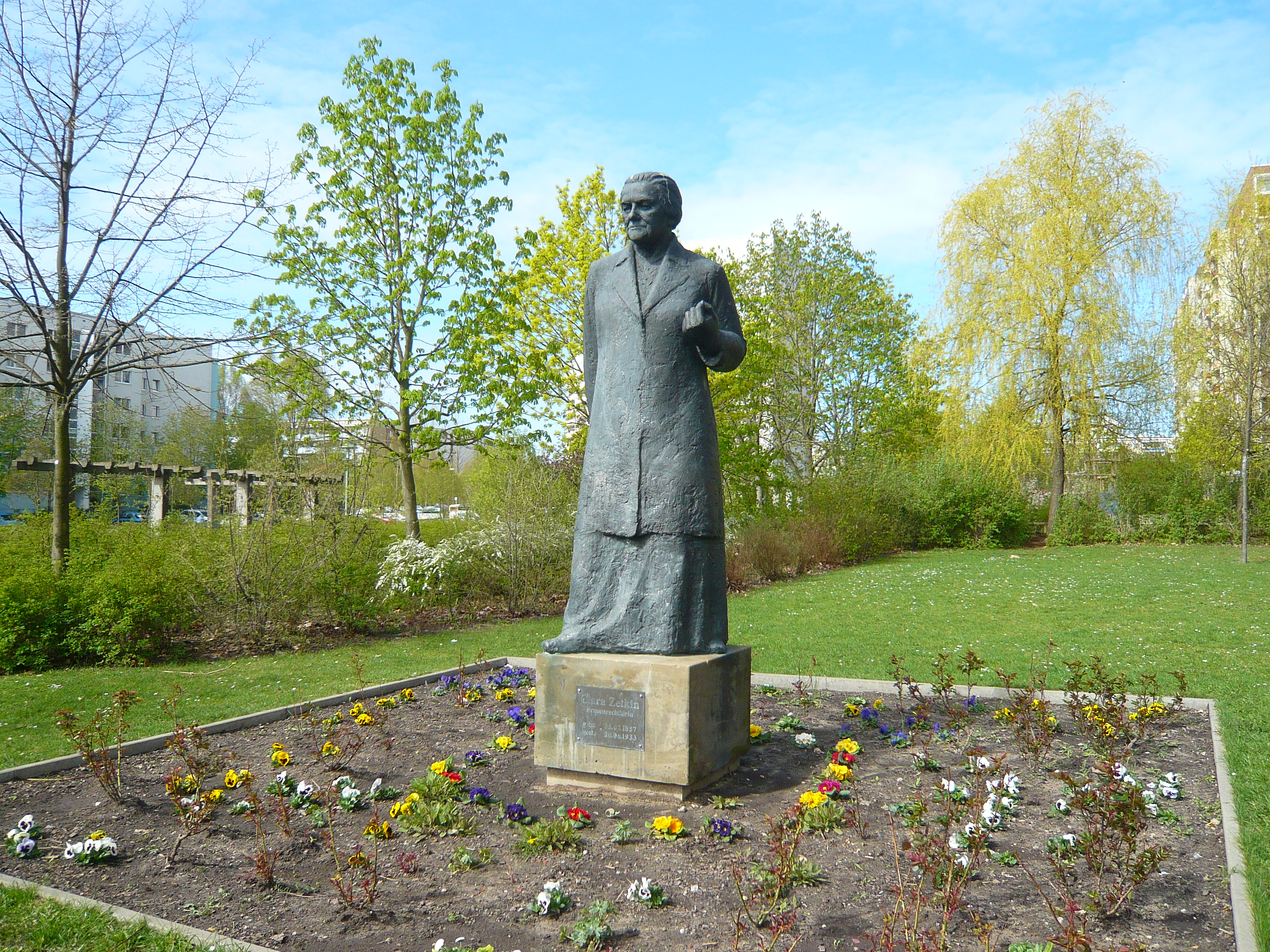
Памятник Кларе Цеткин в Берлине
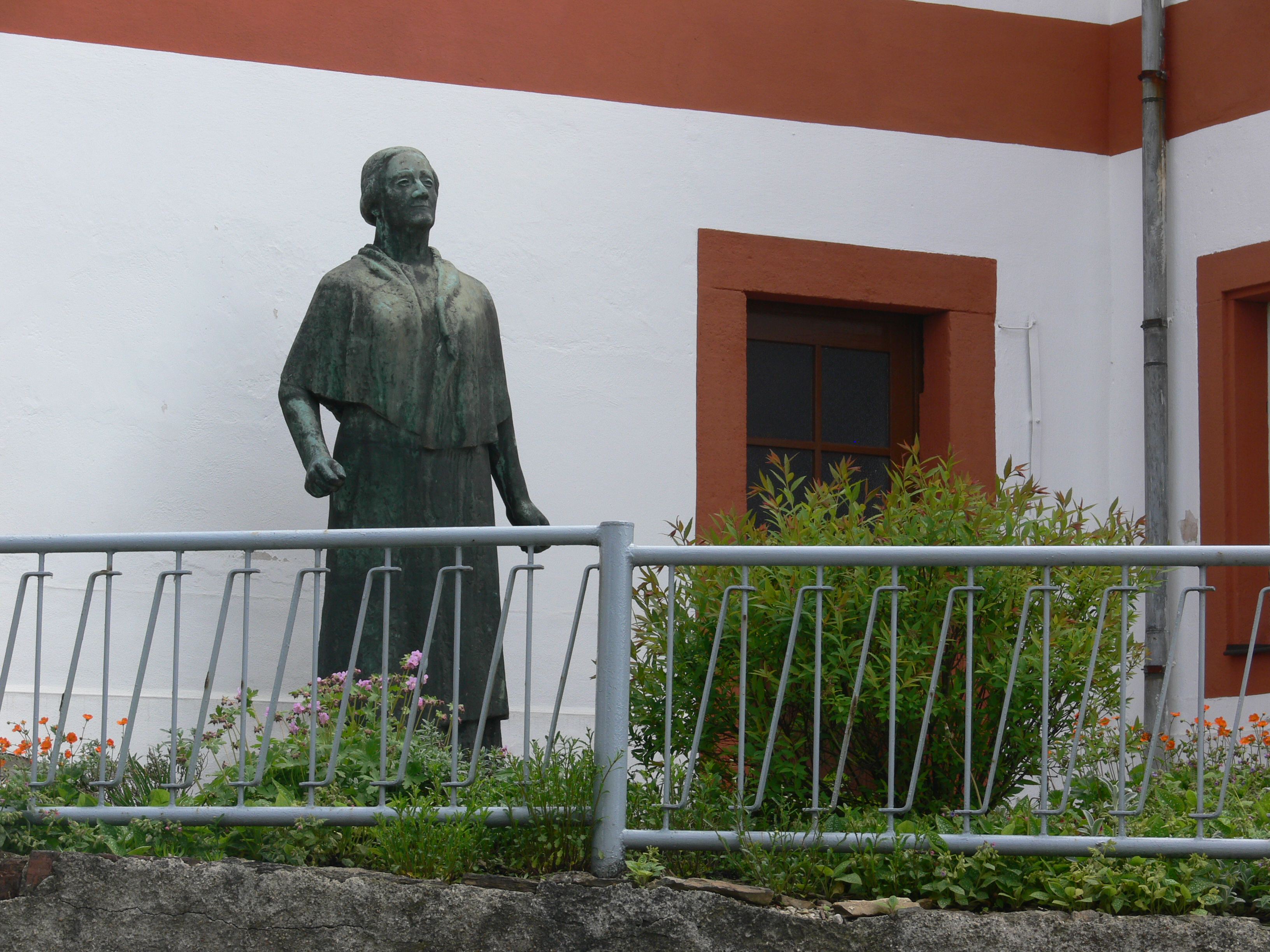
Памятник Кларе Цеткин в Кёнигсхайн-Вайдерау (Средняя Саксония)

На почтовых марках
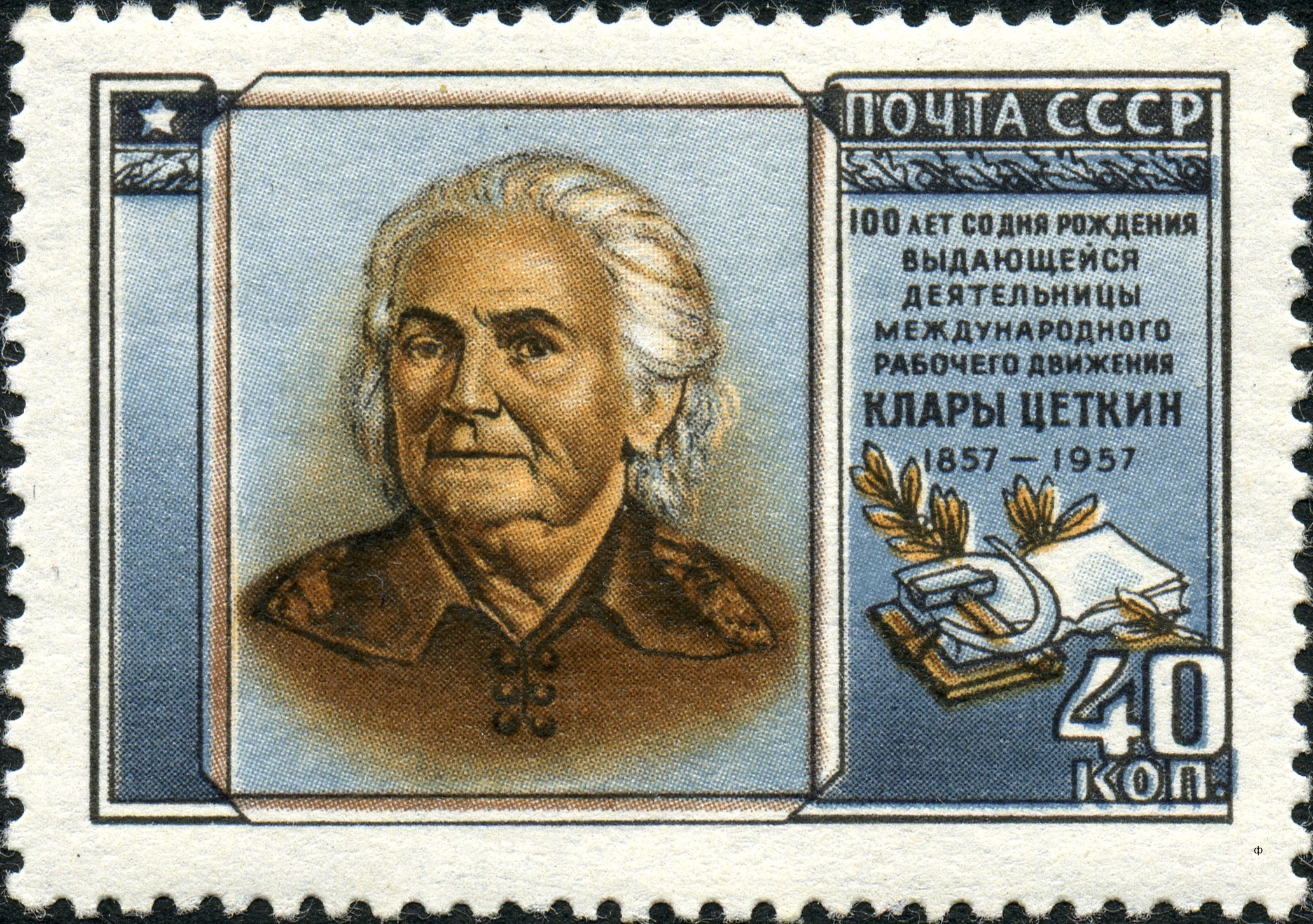
Почтовая марка СССР, 1957 год
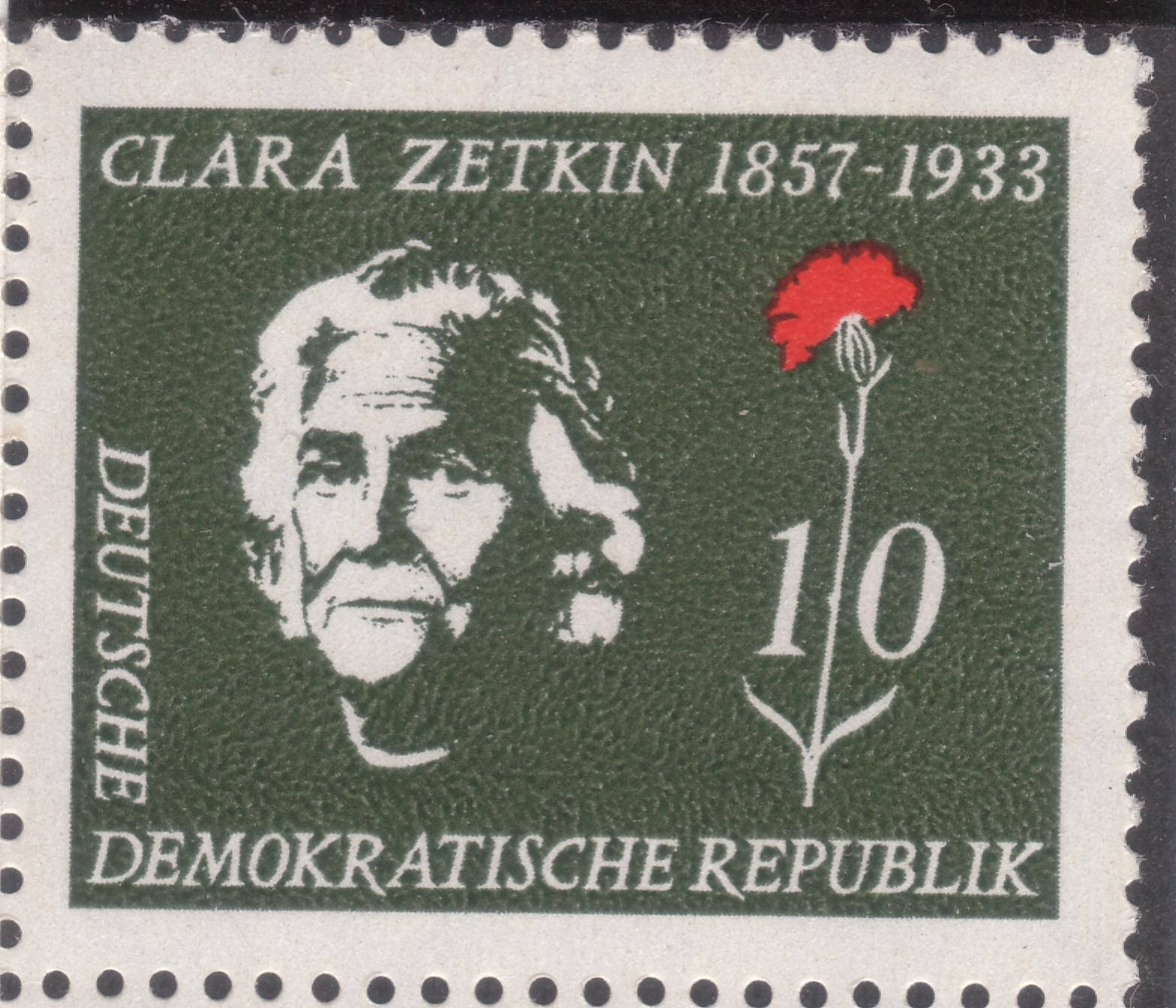
Почтовая марка ГДР, 1957 год

## Киновоплощения
- 1954 — «Эрнст Тельман — сын своего класса», (ГДР), в роли Стеффи Спира.
- 1985 — «Роза Люксембург», (Чехословакия-ФРГ), реж. Маргарета фон Тротта. В роли Дорис Шаде.
- 1970 — «Штрихи к портрету В. И. Ленина». В роли Айно Тальви.

## Награды
- Орден Красного Знамени (12.11.1927) — «За заслуги в международном коммунистическом и рабочем движении»[9][10]
- Орден Ленина (07.03.1932) — «За выдающуюся самоотверженную работу в области коммунистического просвещения работниц и крестьянок»[11].

### Иностранная литература
- Clara Zetkin: Selected Writing, Clara Zetkin, 1991 ISBN 0-7178-0611-1
- Clara Zetkin. Eine Auswahibibliographie der Schriften von und über Clara Zetkin, B., 1957.
- Clara Zetkin as a Socialist Speaker Dorothea Reetz, 1987 ISBN 0-7178-0649-9
- On the History of the German Working Class Women’s Movement Clara Zetkin, Alan Freeman (introduction) ISBN 0-7453-0453-2